# Samarcanda
Samarcanda és la segona ciutat més gran de l'Uzbekistan, a la província de Samarcanda, amb una població 412.300 (2005). La majoria dels seus habitants són tadjiks i parlen tadjik, una llengua molt similar al persa, escrita en alfabet ciríl·lic. La ciutat és sobretot coneguda per la seva posició central a la ruta de la seda asiàtica entre la Xina i Occident. Es troba a una altitud de 702 m. Samarcanda és el segon centre industrial del país, una ciutat gran i moderna que era també una de les grans capitals de l'antiguitat. El 2001, la UNESCO va inscriure alguns dels monuments de la ciutat a la llista del patrimoni de la humanitat.
Alexandre el Gran, el 329 aC, en parlava d'aquesta manera: «Tot el que he sentit sobre la bellesa de Samarcanda és cert, tret que encara és més bella del que mai podria haver imaginat». I el viatger àrab Ibn Battuta la va descriure com una de les ciutats més grans i perfectament belles del món.

## Història

### Orígens
Poblada des de fa 40.000 anys quan era un lloc amb rics recursos naturals. Segons Estrabó Alexandre el Gran la va conquerir diverses vegades en les seves lluites contra el sàtrapa Espitàmenes cap de la resistència persa, i la va destruir totalment, el que xoca amb fonts posteriors àrabs que consideren a Alexandre el fundador de la ciutat (una de les 8 ciutats que va fundar a l'orient). Ptolemeu la situa a Bactriana. Arrià informa que la ciutat tenia el palau del governant de Sogdiana i no dona crèdit a la seva fundació per Alexandre. Curtius diu que la ciutat tenia una muralla. Estava destinada a ser seu del govern de Clitos quan en una desafortunada discussió amb Alexandre, aquest el va matar. Després del 323 aC fou capital de la Sogdiana, part de la Bactriana; va pertànyer als selèucides fins a la independència de Diodot I el 250 aC. Posteriorment, va patir atacs dels pobles estrangers vinguts del nord. Els xinesos anomenaven l'estat com K'ang-ku i la capital K'ang és assenyalada com a Sa-mo-kian als documents dels T'ang. Segons els annals dels Wei (datats del 437) hi regnava la dinastia Chau-wu, parenta dels yueh-chi (Kushana) almenys d'ençà del segle I aC.
Durant la primera guerra perso-túrquica que es va lliurar entre 588 i 589 entre l'Imperi Sassànida i els principats heftalites i els Turcs Orientals fou capturada pels sassànides de Vararanes Chobin.
El peregrí Hiüen-tsang va visitar la ciutat el 630 i aleshores només hi havia dos monestirs budistes buits (el budisme va desaparèixer al segle anterior) i sembla que hi havia un bisbe nestorià ja d'ençà del segle VI (seu metropolitana al segle VIII). El cristianisme va durar fins al segle xv (en temps d'Ulugh Beg).
El nom antic (Maracanda) derivaria del persa antic asmara, "pedra," i el sogdià kand, "fort," "ciutat". El nom apareix també com Paracanda, però això és un error. A partir del segle iv, va ser una de les ciutats més riques del món, mentre era la capital del districte persa de Sogdiana, cruïlla dels camins que unien Europa, l'Índia, Pèrsia i la Xina. Malgrat que hi havia diverses rutes de la seda, en funció de l'època de l'any o per desviar-se de conflictes bèl·lics, Samarcanda era el centre de gairebé totes.

### Domini àrab
El nom del primer establiment àrab tradicional fou Afrasiab (Afrasiyab) on hi havia una tomba de Shah-i Zinda, cosí del profeta Kutham ibn al-Abbàs, que dataria de vers el 676, però aquest fet és qüestionat (la tomba seria un segle posterior). No és probable que els àrabs s'hi acostessin abans del govern al Khurasan de Qutayba ibn Múslim (705-715); llavors governava a Samarcanda una dinastia sogdiana els sobirans de la qual portaven el títol de tarkhun, que els àrabs anomenen com màlik Samarkand o màlik Sughd, el qual és esmentat per primer cop vers el 705 en les lluites per Bukharà. El 710 el tarkhun va pagar tribut a Qutayba, el que li va costar ser deposat i executat (o obligat al suïcidi) pel partit oposat als àrabs; va pujar al tron un príncep de nom Ghurak que va regnar 27 anys (fins a la seva mort vers el 737) durant el regnat del qual els àrabs van imposar una guarnició a la ciutat; Ghurak va trampejar la situació entre els àrabs, els xinesos (sobirans nominals) i els turcs; els àrabs només van poder mantenir guarnicions a Samarcanda i Dabusiyya (Dabusi) en tota Transoxiana; només durant el govern de Nasr ibn Sayyar al-Kinaní (738-748) es va restaurar el poder àrab més enllà de l'Oxus. Així i tot, la religió musulmana va penetrar a poc a poc.
Sota els abbàssides la vall de Zarafshan fou centre de la revolta d'al-Mukanna durant el califat d'al-Mahdí; el governador local Jibràïl ibn Yahya va contribuir a sufocar la revolta. Rafi ibn al-Layth es va revoltar a la regió el 806 i va matar el governador local apoderant-se de la ciutat que va conservar fins que es va rendir al governador Abu-l-Abbàs Abd-Al·lah (després califa al-Mamun) el 809. El 818 fou nomenat governador de Khurasan (amb Transoxiana) Ghassan ibn Abbad (818-820) que va rebre orde del califa de cedir el govern de diverses ciutats de Transoxiana i el Khurasan oriental (amb les seves dependències) als fills d'Àssad ibn Sàman-khudà; el fill Nuh ibn Àssad va rebre Samarcanda (819-842) i a la seva mort va passar al seu germà Àhmad ibn Àssad i a la seva mort el 864 al seu fill Nasr I ibn Àhmad. Amb la caiguda dels tahírides del Khorasan el 873, Nasr I va esdevenir de fet independent. Ismaïl ibn Àhmad de Bukharà va ser nomenat formalment governador abbàssida de Transoxiana el 875, però va respectar el domini del seu germà Nasr I sobre Samarcanda, fins que aquest va morir el 892, quan la va incorporar (892-907), però la nova capital de l'emirat de Mawara al-Nahr (Transoxiana) fou Bukharà, capitalitat que va esdevenir definitiva. El nou sobirà va obtenir el reconeixement del califa abbàssida i va començar l'emissió regular de dírhams i de dinars. Samarcanda fou famosa pels seus esclaus (es diu que els millors) i pel paper, introduït per xinesos capturats a la batalla del Talas el 751. En aquest temps tenia quatre portes: Bab as-Sin (a l'est), Bab Bukharà al nord, Bab an-Nawhahar a l'oest i al-Bab al-Kabir o Bab Kixx al sud, i s'estenia per suburbis cap a la vall de Zarafshan, on se situaven els bazars, els caravanserralls i els dipòsits. Al segle X els Hudud al-alam assenyalen la presència de maniqueus, probablement fugits de l'Iraq.

### Karakhànides
El 992 fou ocupada (al mateix temps que Bukharà) pels karakhànides; el darrer samànida Ismaïl ibn Nuh al-Múntasir fou derrotat el 1005 i la ciutat va quedar sota domini turc. En el segon quart del segle xi va ser rebatejada Altigin per Ali ibn Harun Bughra Khan, i després sota una línia col·lateral de descendent de l'Ilig Nasr, va esdevenir capital del kanat occidental dels karakhànides que comprenia la Transoxiana i la vall de Ferganà occidental. Fou un important centre cultural especialment sota el príncep Shams al-Mulk Nasr ibn Tamghač Khan Ibrahim. El 1141, després de la batalla de l'estepa de Katwan, el sultà seljúcida Sandjar i el seu vassall Mahmud ibn Muhammad Khan foren derrotats pels kara khitai, i Samarcanda va esdevenir la seu d'un petit principat karakhànida vassall dels kara khitai (igual que Bukharà). Benjamí de Toledo hi va estar el 1170 on diu que hi havia 50.000 jueus.

### Corasmis

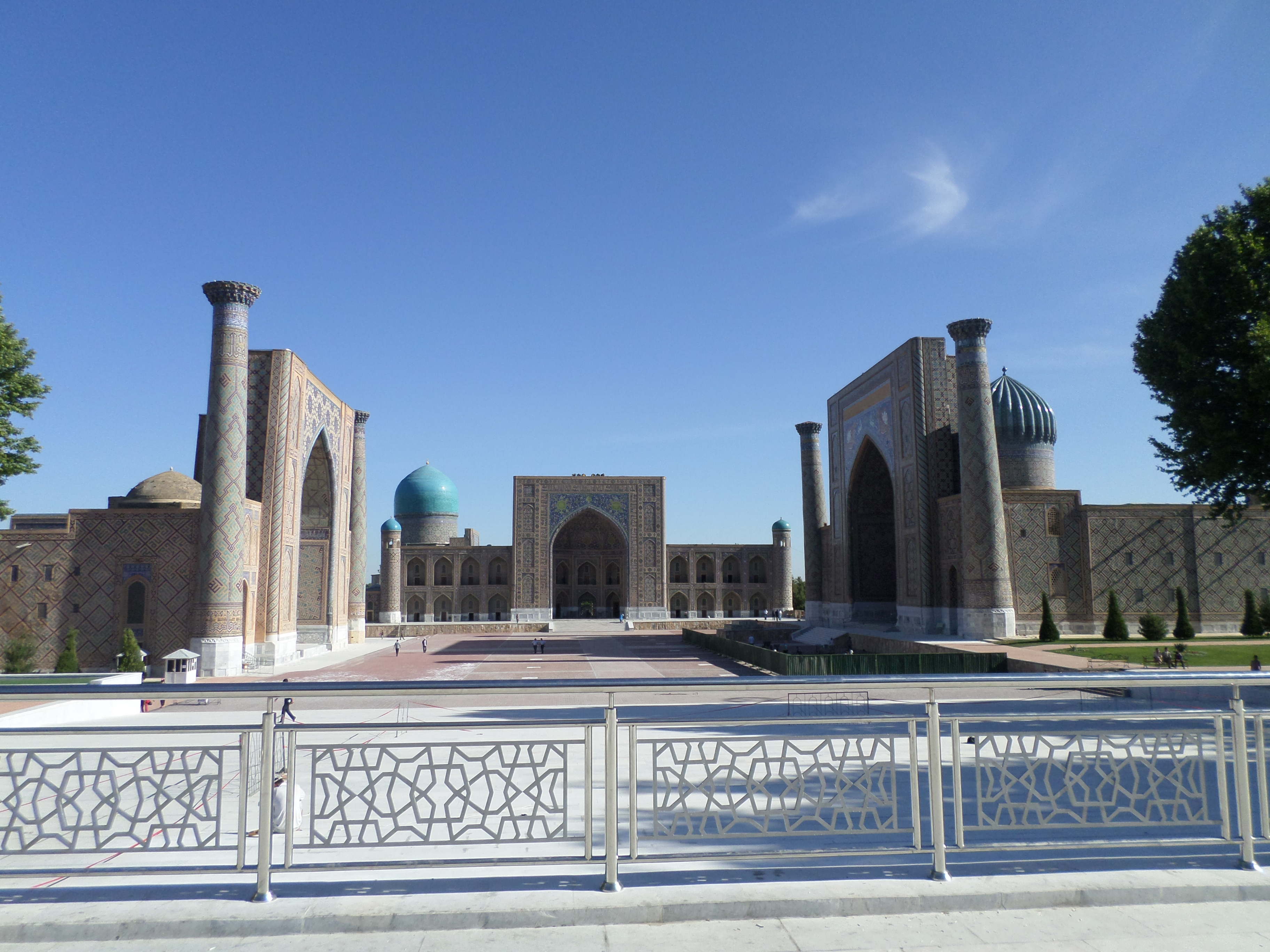
El pati reial medieval i el seu jardí (Registan) Chahar Bagh a Samarcanda

El 1212 el xa de Coràsmia Ala al-Din Muhammad va executar al darrer kan karakhànida de Samarcanda, Uthman Khan ibn Ibrahim, i l'estat fou annexionat als dominis de Coràsmia. Com les ciutats properes, Genguis Kan la va gairebé destruir el maig de 1220 (després d'un setge de 5 dies); saquejada, la seva població va passar de 400.000 a 100.000 (segons l'eremita taoista Ch'ang-ch'un que hi va viure vers 1221-1224) i encara perquè una part de la població hi va poder tornar pagant un rescat. Només una petita part de les 800 hectàrees que tenia la ciutat ha estat excavada amb finalitats arqueològiques.

### Timúrides
El 1369 Tamerlà, després d'establir la seva sobirania a Transoxiana, en va fer la capital de l'estat i la va començar a embellir. El 1405 va rebre l'ambaixador castellà Ruy Gonzàlez de Clavijo i li dona el nom (que diu que era el nom indígena) de Comesquienti ("Llogaret gros"). El bavarès Johann Schiltberger va visitar la ciutat pel mateix temps. El net de Tamerla, Ulugh Beg (mort el 1447), també la va embellir amb construccions diverses com el palau de Çihil Sutun i l'observatori astronòmic. El timúrida Sultan Ahmad ibn Abu Said hi va governar del 1469 al 1494. Sultan Mahmud, germà de Sultan Ahmad, fou sultà de Samarcanda (1494-1495). Llavors va pujar al tron Baysunkur Mirza que segons uns era fill de Sultan Mahmud, i segons altres era nebot d'aquest i fill de Sultan Ahmad (el germà de Sultan Mahmud), que va lluitar pel tron amb el seu germà Sultan Masud (1495-1499). Va poder recuperar el poder sobre el seu germà Masud, però el va perdre en ser traït per un dels seus generals i en fou desposseït per Baber, el qual, però, la va haver d'evacuar i va deixar com a sobirà nominal fou Sultan Ali Mirza (novembre de 1497) fill de Sultan Masud Mirza i de Zureg Beghi Aga, que segons Baber era una concubina uzbeka, i de fet el poder efectiu a Samarcanda va quedar en mans de Khoja Yahya els ancestres del qual ja exercien el càrrec de Shaykh al-Islam feia quatre-cents anys. El cap uzbek Muhammad Shaybani es va presentar a Samarcanda i la va assetjar durant deu dies, rebutjant una sortida per la porta de Sheikhzade; finalment va entrar per la porta de Tshiharrah, arribant sense oposició al palau d'estiu anomenat Baghi No. La guarnició dins la ciutat va resistir i la lluita es va allargar de després del migdia fins a mitjanit. L'endemà es va saber que Baki Terkhan, fill d'Ali Terkhan sota el qual Shaybani havia començat la seva carrera, venia des de Bukharà en ajut de Samarcanda i ja estava assetjant el fort de Dabusi. Llavors els uzbeks van deixar la lluita a Samarcanda i van marxar a Dabusi, van derrotar a Baki Terkhan; deixant una força per assetjar Samarcanda van marxar llavors sobre Bukharà que sense forces de defensa, va ser ocupada ràpidament. Shaybani va deixar allí el seu harem i va marxar contra Karakul que va ocupar, però els habitants de la població es van aixecar contra la guarnició uzbeka i la van massacrar. Els uzbeks van entrar a la ciutat i van exercir una cruel venjança. Llavors van retornar a Samarcanda per acabar el setge. Segons el Baburnama la mare d'Ali Mirza, Zureg Beghi Aga, era una dona uzbeka i va enviar un missatger a Shaybani prometent l'entrega de la ciutat de Samarcanda si es casava amb ella i, quan recuperés els dominis del seu avi Abu l-Khayr, retornés Samarcanda a Ali Mirza. El pla havia estat ideat per Abu Yusuf Arghun. Quan Shaybani va arribar a Bagh-e Mihdan (El Jardi de la Plana) Sultan Ali Mirza va sortir per la porta de Charraheh acompanyat només d'un petit grup de persones, i es va dirigir a Shaybani que el va rebre fredament. Khoja Yahya, en veure que Ali Mirza havia abandonat la ciutat (mentre ell estava pregant a una mesquita) va fer el mateix; esperava que Shaybani l'aniria a saludar, però no ho va fer. Van seguir Jan Ali, el fill de Khoja Ali que era al Rabat Khoja. La mare d'Ali Mirza no fou gaire ben tractada i va entrar a l'harem de Shaybani com una més i Baber diu "va donar el regne del seu fill als vents". Algunes fonts consideren que el conflicte entre Ali Mirza i Khoja Yahya fou decisiu en la rendició de la ciutat que es va produir l'any 1500, que es considera l'inici del regnat efectiu de Muhammad Shaybani.
A Sultan Ali Mirza se li va assignar residència a un barri, sota control de Timur Sultan, fill de Shaybani. Alguns amics li van aconsellar escapar però s'hi va negar. Segons Baber fou mort al cap de pocs dies al prat de Kulbeh; el Shaybaninama, panegirista dels uzbeks, diu que va morir ofegat accidentalment al riu Koheks o Zareftan; el Tarikh-i Timur diu que va morir a Kan-i Gul a la riba d'aquest riu. Khoja Yahya fou assassinat poc després amb els seus dos fills en el seu camí a Khurasan, i Shaybani va negar tota participació si bé segurament va ordenar el crim. Els seus seguidors eren nòmades i després d'uns dies a la ciutat es van establir en tendes als defores (eren set o vuit mil), al lloc de Khoja Didar, mentre altres dos mil sota Hamza Sultan i Mehdi Sultan acampaven també als defores en un altre lloc. A dins la ciutat van quedar cinc o sis-cents soldats de guarnició. Baber va saber la situació i es va aventurar a intentar la reconquesta de Samarcanda amb només 240 homes. Només tenia 19 anys mentre que Shaybani ja en tenia prop de 50. Baber mateix va descriure la captura de la ciutat: primer va intentar sorprendre la guarnició, però la va trobar en alerta; l'acompanyava Khoja Abdal Makaram, dels notables khoja de la ciutat, i va arribar al pont del Moghak (El Forat) lloc de plaer públic on va deixar 70 o 80 homes amb ordes d'escalar la muralla a l'altre costat de la Cova dels Amants per sorprendre a les tropes estacionades a la porta Firozeh, que havien de capturar, i llavors obrir camí a la resta; van tenir èxit; Fazil Terkhan, comandant de la guarnició, va morir en la lluita a la porta que fou oberta i Baber va entrar amb la resta de la seva gent; la gent estava dormint, però quan es va adonar del que passava es van posar contra els uzbeks i van massacrar a la guarnició (uns 400 o 500 haurien mort); el governador Jan Vafa es va poder escapar i es va unir a Shaybani fora de la ciutat; l'endemà Shaybani va saber que els seus conservaven la porta de Ferro i es va dirigir allí amb 15 o 20 homes i després se'n van afegir més, però els uzbeks ja havien estat expulsats d'arreu de la ciutat i el domini de la porta de Ferro no li permetia fer res, i va optar per retirar-se. Els districtes de la vora, Sogh i Miankal, es van sotmetre a Baber i els de Karshi i Khozar a Baki Terkhan, l'antic governador de Bukharà; Karakul fou ocupada per una força vinguda de Merv; Baber, però, no tenia prou força i sense ajut dels prínceps veïns no podia retenir la seva conquesta gaire temps. La conquesta de Baber fou a finals del 1500 o començaments del 1501.

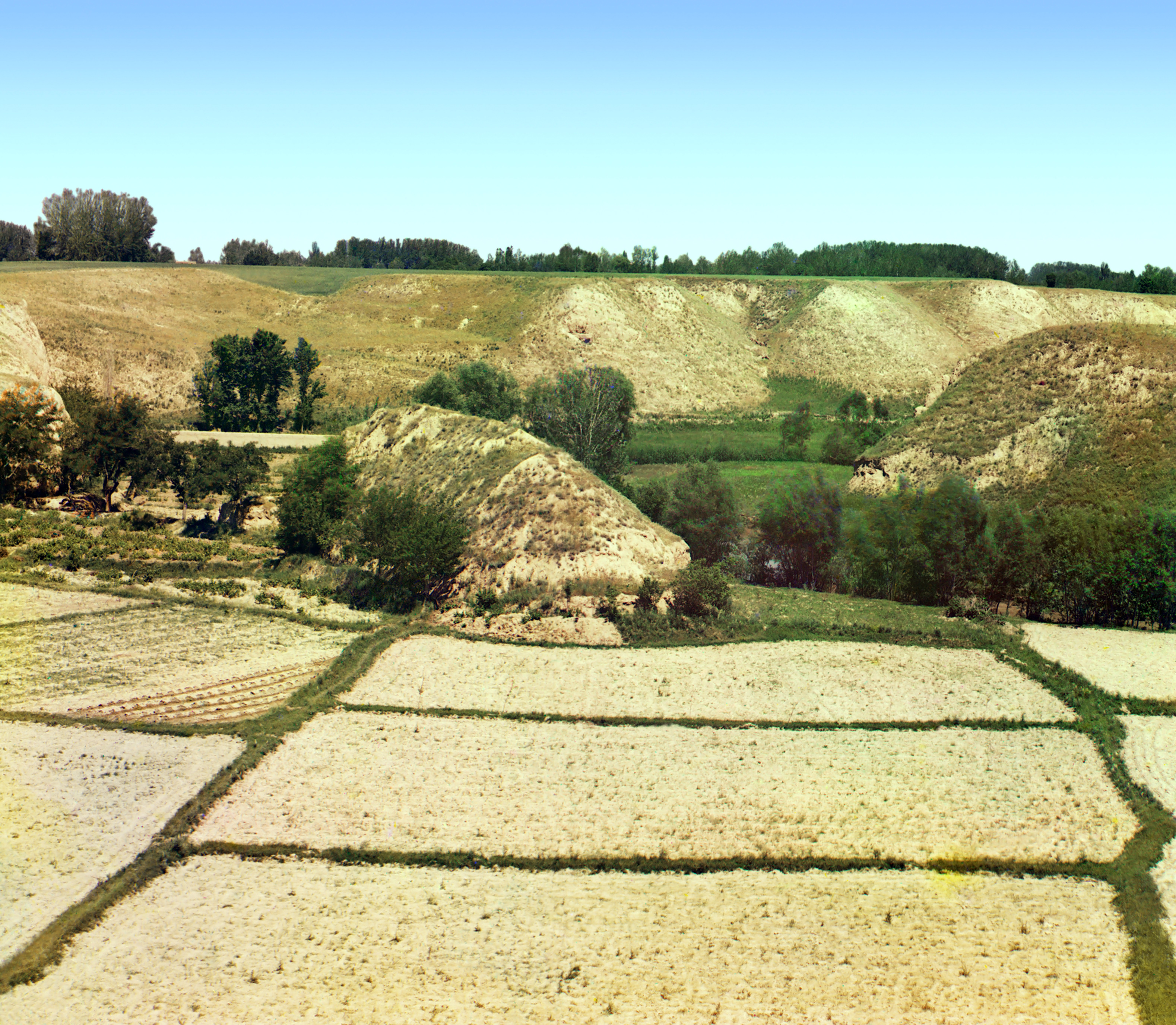
Camps prop de Samarcanda

A la primavera del 1501 els uzbeks van ocupar Karakul i van conquerir el fort de Dabusi a l'assalt, massacrant la guarnició. A l'abril o maig Baber va marxar a lliurar batalla a Shaybani i va acampar a Sar-i Pol (Final del Pont) fortificant el seu campament. Shaybani va acampar a uns 6 o 7 km. Durant quatre o cinc dies van lliurar escaramusses i en una les forces dels uzbeks van avançar fins a la vora del campament enemic i hi van disparar fletxes, però com que estava ben protegit, es van retirar. La lluita es va precipitar per la impaciència de Baber, es diu que per qüestions astrològiques. Baber va presentar batalla i Shaybani va acceptar; la seva ala dreta estava manada per Mahmud Sultan, Janibeg Sultan i Muhammad Timur Sultan; l'esquerra per Hamza Sultan, Mehdi Sultan i altres. El mateix Baber descriu les operacions al Baber-name. El resultat final fou una gran victòria per Xibani, les forces del qual, d'altra banda, eren molt superiors en nombre. Baber fou abandonat pels seus parents i amic que es van dispersar en totes direccions. Va convocar un consell dels seus begs i es va determinar posar Samarcanda en estat de defensa i resistir fins a la mort. Al portal d'Ulug Beg, Baber va establir la seva tenda. Al cap d'uns dos dies va arribar Shaybani. Igualment, la Baburnama explica detalls del setge i diu que aviat la gent es va veure forçada a menjar carn de gos o d'ase el que era degradant pels musulmans. Una vegada que Baber va veure que no arribaria ajuda dels seus parents i especialment de Sultan Husayn Baykara (1469-1506) de Khurasan, i quan les desercions, fins i tot dels seus assistents, van començar a ser freqüents, va optar per demanar condicions de capitulació que fou acordada i a la nit Baber va sortir de la ciutat amb la seva mare i algunes dames de la seva cort; la seva germana Khaniadeh Begum no obstant va restar o fou capturada i es va casar amb Shaybani si bé més tard se'n va divorciar perquè guardava excessiva fidelitat a Baber del que era la germana preferida. Baber va arribar a Jizak, on va trobar provisions en abundància. Xibani va entrar a Samarcanda (setembre del 1501). Xibani dominava ara la Sogdiana; tenia ara com enemic al seu antic protector Mahmud Khan de Taixkent i Shahrukhia.

### Domini uzbek
El 1510, mort Muhammad Shaybani, Baber amb ajut del xa safàvida Ismail I, la va recuperar (octubre de 1511, per tercera vegada); Ismail I de Pèrsia va envair Transoxiana i va avançar fins a Maimanà i Kara Rabat; llavors se li va presentar Muhammad Timur Sultan, fill de Muhammad Shaybani, i altres notables, encapçalant una delegació que portava valuosos regals i una oferta de pau. Com que Ismaïl I volia arranjar els afers a l'Azerbaidjan i la frontera amb els otomans, va acceptar i es va establir que les terres al sud de l'Oxus, incloent-hi Coràsmia o Khivà, pertanyerien al xa (1512). Llavors els uzbeks van atacar a Baber, ja que Samarcanda quedava pels uzbeks, i el van derrotar a Kul-i Màlik el maig de 1512 de manera que va haver d'evacuar la ciutat. Va intentar la reconquesta de la Samarcanda i va rebre suport de forces safàvides manades pel general Nadjm-i Thani (Nejim). Això suposava el trencament del pacte que fixava a l'Oxus la frontera; així els uzbeks van combatre a Baber i als seus aliats perses i els van derrotar en la batalla de Ghudjuwan (Gijuvan) el 12 de novembre de 1512 i Baber es va retirar precipitadament, però es va emportar un bon nombre de turcmans orientals. La victòria de Gijuvan (Ghudjuwan) va assegurar als uzbeks el control de Transoxiana. Samarcanda fou una de les capitals, però aviat va quedar per darrere de Bukharà.
Els uzbeks hi van governar fins al segle xix. Sense la seva esplendor anterior, Samarcanda va continuar sent un centre important fins al segle xvi, en què la ruta de la seda començà el seu declivi pel tancament de fronteres de la Xina i la descoberta de les rutes marítimes cap a l'orient. Així, es convertí en una gran ciutat amb una gran història però ara aïllada. El novembre de 1868 fou ocupada per les forces russes manades pel general K. P. Kaufmann, quan es va imposar el protectorat a l'emir de Bukharà. Samarcanda fou separada del kanat de Bukharà i unida al govern general del Turquestan. El 1871 els russos van crear una nova ciutat a l'oest de la vella, on es va construir l'estació ferroviària de la línia Transcàspia que anava a Taixkent.
La revolta contra la comscripció dels habitants per les lleves de soldats dels exèrcits russos (1916) es va iniciar a la regió de Samarcanda. El 1918 fou declarada capital de l'oblast de Samarcanda dins la república Soviètica del Turquestan i des de 1924, integrada a la república Socialista Soviètica de l'Uzbekistan, sent la capital de la república fins al 1930 quan la capitalitat va passar a Taixkent.
El 2001 alguns dels monuments foren declarats patrimoni de la humanitat.

## Monuments
- Site archéologique d'Afrāsiab (segle xiii a segle VII aC)

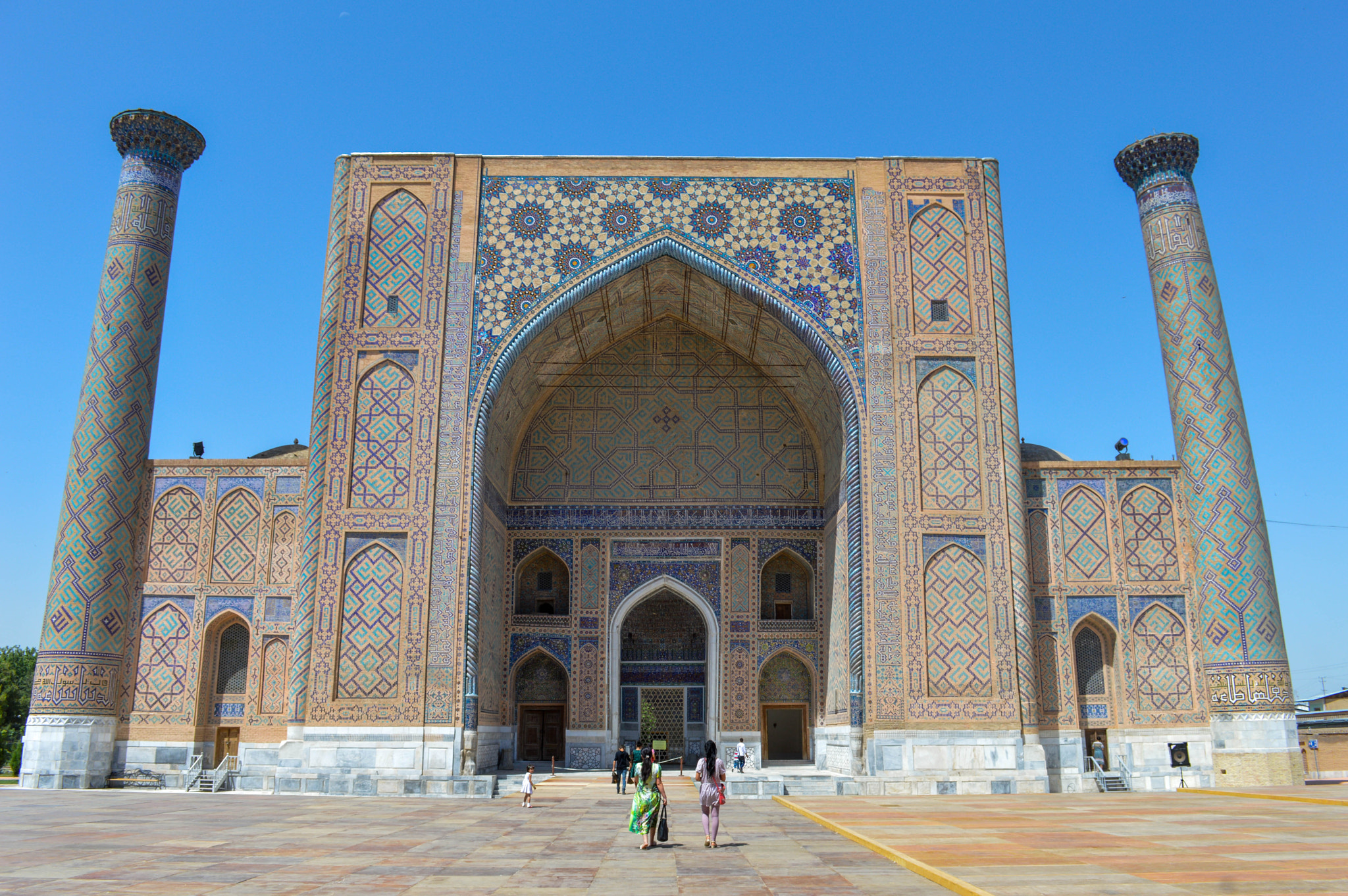
Madrassa a Samarcanda

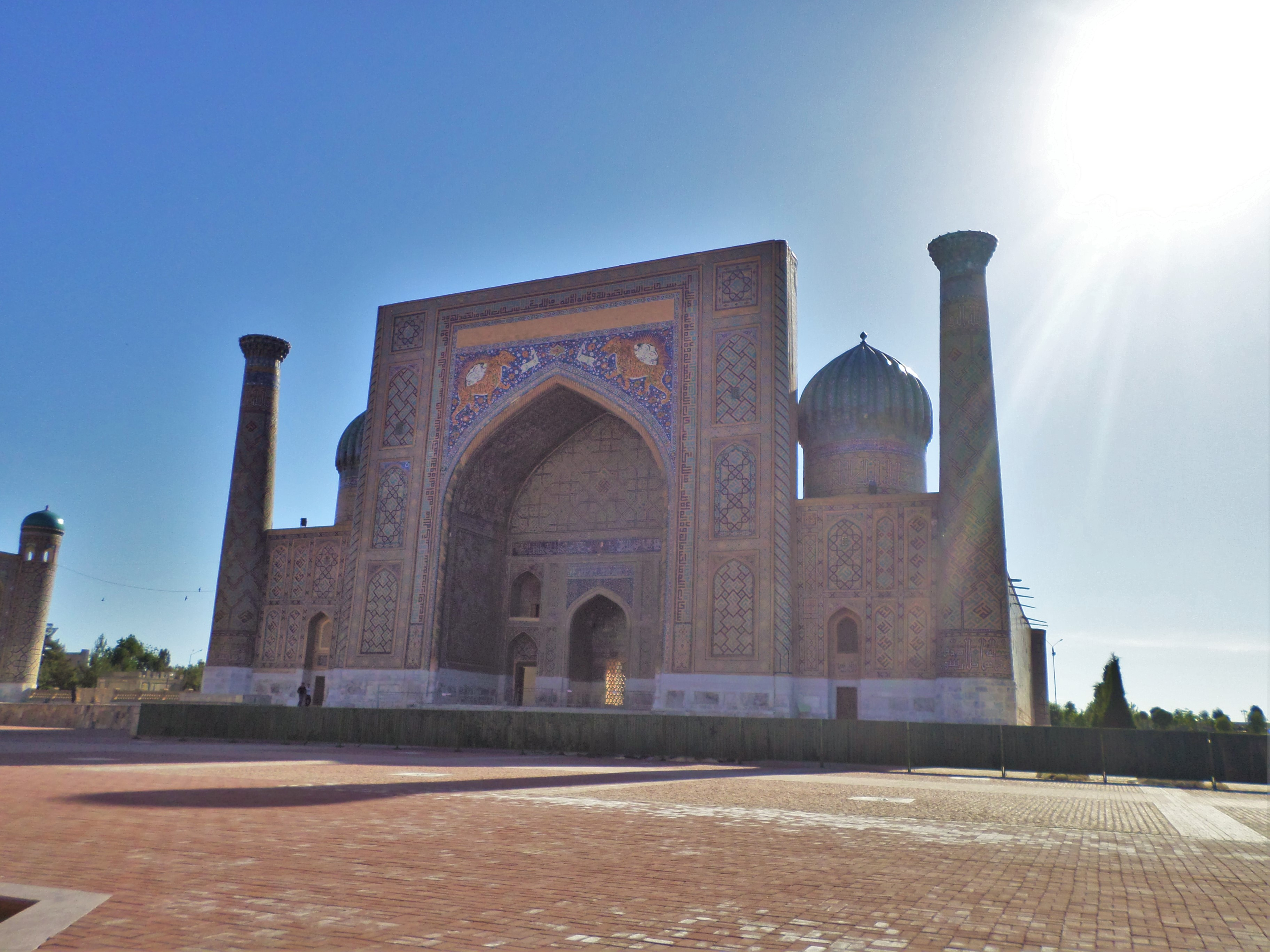
Madrassa Cher-Dor (1619 - 1635/36) a la plaça del Registan

- Observatori astronòmic d'Ulugh Beg (1428 - 1429)
- La necròpolis Shah-e Zindeh.
- Mesquita Hazrat-Hezr (meitat del segle XIX)
- Mesquita de Bibi Khanum (1399 - 1404).
- El Registan (les tres madrasses) :

- Madrassa d'Ulugh Beg (1417 - 1420)
- Madrassa Sher-Dor (Portal dels Lleons) (1619 - 1635/36).
- Madrassa Tilla-Qari (Coberta d'or) (1647 - 1659/60).

- Mausoleu de Gur-e Amir (fills i nets de Tamerlà) (1404).
- Tomba del profeta Daniel (Profeta Doniyor en uzbek)